# Glass Houses (Film)
Glass Houses  ist ein kanadischer Thriller aus dem Jahre 2020.

## Handlung
Carrie lebt mit ihrer Mutter Anna Dawson in einem Haus in einer Kleinstadt. Nach einer Schmutzkampagne wegen sexueller Belästigung gegen Anna Dawson ist ihre politische Karriere beendet und sie arbeitet in einem Supermarkt als Kassiererin.
Carrie ist überzeugt, dass ihre Nachbarin Madeline Cooper, die selbst als Stadträtin kandidiert, die Schmutzkampagne durch Bestechungen fingiert hat.
Carrie arbeitet als Babysitterin bei der Familie Kelly. Seitdem sie Vivian Kelly beim Konsum von Kokain ertappt hat, erhält sie einen höheren Stundenlohn von 20 $.
Madeline Cooper stellt sie ebenfalls als Babysitterin ein, was Carrie nutzt, um kompromittierendes Material gegen Madeline zu sammeln, wie einen Scheck von 25.000 $ Bestechungsgeld an das angebliche Opfer der sexuellen Belästigung durch ihre Mutter.
Da Carrie sich nicht an Madelines Vorschriften hält und dem Kind zuckerhaltiges Essen gibt, stellt diese eine professionelle Babysitterin an. Dieser entführt Carrie das Kind, damit sie so als vorgebliche Heldin wieder angestellt wird.
Währenddessen sammelt Carrie weiteres Material gegen Madeline: Diese hat ein Verhältnis mit dem Stiefvater ihres Mannes, damit er ihren Wahlkampf unterstützt. Damit konfrontiert entzieht Madeline Carrie ihren Sold und stellt Überwachungskameras auf, die Carrie filmen, wie sie sich das Geld einfach nimmt. Mit dem Video erpresst Madeline Carrie und droht zur Polizei zu gehen, wenn sie nicht aufhört, als Babysitterin zu arbeiten.
Die Lage eskaliert weiter: Carrie forciert durch laute Musik, dass Madeline in Carries Haus durch die Hintertüre einbricht, was aktenkundig wird, weil Carrie die Polizei ruft. Madeline erpresst Vivian wegen ihrer Kokainsucht. Madelines Auto wird beschmiert, ein Täter ist allerdings nicht identifizierbar, da das Kabel der Überwachungskamera durchgeschnitten wurde. Madeline setzt Carries Schwimmbecken unter Strom, wodurch Carries Freundin Blair einen Stromschlag erleidet und in einem Krankenwagen abtransportiert wird.
Madelines Mann zweifelt an ihrer Treue und Ehrlichkeit, fragt Carrie nach den Fotos von Madeline, wie sie ihn mit seinem Stiefvater betrügt, und zieht aus.
Madeline gesteht in Wut der beobachtenden Carrie und Vivian ihre Täterschaft, dass sie das Schwimmbecken unter Strom gesetzt habe, damit es Carrie erwische.
Der Film endet, wie Carrie ihre neuen Nachbarn in Madelines ehemaligem Haus begrüßt.